# Waterman (Illinois)
Waterman – wieś w Stanach Zjednoczonych, w stanie Illinois, w hrabstwie DeKalb.